# Bactrocera caryeae
Bactrocera caryeae är en tvåvingeart som först beskrevs av Kapoor 1971.  Bactrocera caryeae ingår i släktet Bactrocera och familjen borrflugor. Inga underarter finns listade.